# Klimadelegation
Die Klimadelegation e. V. ist eine aus dem Jugendbündnis Zukunftsenergie hervorgegangene, gemeinnützige Jugendklimaorganisation. Sie ist ein politisch unabhängiger Zusammenschluss junger Menschen von 16 bis circa 30 Jahren aus und in Deutschland. Der Verein setzt sich für nachhaltigen Klimaschutz mit Fokus auf globale Klima- und Generationengerechtigkeit ein. Seit 2012 nehmen die Mitglieder – zunächst noch als Untergruppe des Jugendbündnis Zukunftsenergie und seit 2019 als eigenständige Jugendorganisation – an der UN-Klimakonferenz teil. Über verschiedene soziale Netzwerke und eine Homepage berichtet der Verein über seine Arbeit auf und abseits der Konferenzen und informiert zu verschiedenen Sachverhalten im Kontext nationaler und internationaler Klimapolitik sowie dem Klimawandel und dem Klimaschutz.

## Geschichte, Gründung und Struktur
Klimadelegation e. V. wurde 2019 gegründet und wird von einem ehrenamtlichen Vorstand geleitet. Die ehrenamtlichen Mitglieder des Vereins organisieren sich hauptsächlich in den Arbeitsbereichen Klimapolitik, Klimabildung und Öffentlichkeitsarbeit. Darüber hinaus finden regelmäßig vereinsübergreifende Projekte und Kooperationen statt. Der Verein hat sich ursprünglich aus der Untergruppe „Klimadelegation“ des Jugendbündnis Zukunftsenergie entwickelt, welches von 2003 bis 2019 als Netzwerk bestand. Als Trägerverbände fungierten die BUNDjugend, die Bundesarbeitsgemeinschaft Evangelische Jugend im ländlichen Raum (BAG ejl), die Katholische Landjugendbewegung Deutschlands (KLJB), die Naturfreundejugend Deutschlands (NFJD) und die Naturschutzjugend (NAJU) des Naturschutzbund Deutschland (NABU). Die Trägerverbände BUNDjugend, Katholische Landjugendbewegung, Naturschutzjugend und Naturfreundejugend Deutschland sind dem Verein nach seiner Gründung als Mitglieder eines Beirats weiterhin verbunden.

## Themen
Klimadelegation e. V. widmet sich der globalen Klimagerechtigkeit zwischen Generationen und Weltregionen mit dem Ziel, dass heutige und zukünftige Generationen einen lebenswerten Planeten und eine intakte Umwelt vorfinden. Zu diesem Zweck steht Klimadelegation e. V. für eine ambitionierte und faire Erfüllung der Ziele und Prinzipien des Übereinkommen von Paris ein. Die Jugend steht dabei, als eine besonders stark betroffene Gruppe aus zeitlicher wie globaler Perspektive, im Fokus. So setzt sich der Verein dafür ein, dass die Interessen junger Menschen stärker in klimapolitische Entscheidungen einfließen und junge Menschen für die globalen Auswirkungen des Klimawandels sensibilisiert werden.

## Aktivitäten & Projekte
Der Verein richtet seit seiner Gründung wechselnde Projekte zu Themen der politischen Jugendbeteiligung, klimapolitischen Jugendbildung und Jugendvertretung aus. Ein Schwerpunkt liegt auf dem Austausch und der Vermittlung globaler Perspektiven, dem Engagement im Bereich der Klimabildung bspw. durch Vorträge und Workshops sowie der Projekt- und Öffentlichkeitsarbeit.

### Internationale Klimapolitik und UN-Klimaverhandlungen
Seit 2012 nehmen die Mitglieder von Klimadelegation e. V. an den UN-Klimakonferenzen (engl. conference of the parties, kurz COP) und den Zwischenverhandlungen (subsidiary bodies, kurz SB) als Beobachter teil. Der Verein macht auf Themen der Jugend aufmerksam und bringt sich in Gesprächen mit Verhandlungsführern sowie bei Podiumsdiskussionen ein.
Zudem berichtet und informiert der Verein über die Verhandlungen und klimapolitischen Prozesse zugeschnitten auf die Zielgruppe Jugendlicher und junger Erwachsener.
Klimadelegation e. V. ist Teil der offiziellen internationalen Jugendvertretung YOUNGO (Youth NGOs) zur UN Klimarahmenkonvention (UNFCCC). Auch über die Klimakonferenzen hinaus steht Klimadelegation e. V. zu Belangen der Klimapolitik im Austausch mit deutschen Entscheidungsträgern des Bundesministerium für Umwelt, Naturschutz und nukleare Sicherheit (BMU) und des Bundesministerium für wirtschaftliche Zusammenarbeit und Entwicklung (BMZ). 2019 stellte Klimadelegation e. V. eine Jugenddelegierte zum UN-Klimagipfel „UN Climate Action Summit“ in New York.

### Internationale Vernetzung und Verständigung
Bereits vor Gründung des Vereins organisierte Klimadelegation in enger Kooperation mit BUNDjugend und gefördert durch das BMU und Brot für die Welt im Jahr 2017 eine Jugendklimakonferenz (Conference of Youth, kurz COY13) mit mehr als 1000 Teilnehmenden aus mehr als 110 Ländern in Bonn. Dies geschah anlässlich der UN-Klimakonferenz in Bonn 2017, um jungen Menschen aus aller Welt eine Plattform zu bieten, Wissen weiterzugeben, sich auszutauschen und globale Netzwerke zum Zweck eines nachhaltigen und gerechten Klimaschutzes zu entwickeln.
Außerdem organisierte Klimadelegation in Zusammenarbeit mit der Stiftung für die Rechte zukünftiger Generationen sowie gefördert durch das BMU ein vierwöchiges Austauschprogramm zwischen deutschen und fidschianischen jungen Menschen, um diesen die Möglichkeit zu geben, Ideen auszutauschen, sich über nationale Maßnahmen im Bereich Klima- und Meeresschutz zu informieren und sich mit Regierungsvertretern und internationalen Organisationen zu treffen.
Am Rande der 24. UN-Klimakonferenz in Katowice 2018 organisierte Klimadelegation einen deutsch-französisch-polnischen Jugendaustausch in Kooperation mit dem BMZ und BMU, um den Austausch und europäischen Zusammenhalt mit Hinblick auf die Klimakrise zu stärken und Europas Jugend eine Stimme zu geben. Die jungen Menschen entwickelten Ideen und Forderungen zu Themen wie der Energiewende, sozial-ökologische Transformation und nachhaltigen Entwicklung. Sie präsentieren diese dann Entscheidungsträger beider Bundesministerien.
Auf der 25. UN-Klimakonferenz 2019 führte Klimadelegation e. V. die Tradition der europäischen Vernetzung und Kooperation fort. Gemeinsam richteten die jungen Menschen einen Brief an die EU-Kommission, in dem sie einen ambitionierten Klimaschutzbeitrag der Europäischen Union und eine Erhöhung des Emissionsreduktionsziels forderten. Hierzu organisierten sie Aktionen und eine Diskussion „Youth for European Climate Action“ mit deutschen Entscheidungsträger zu den Klima-Ambitionen der EU sowie die Rolle Deutschlands und der Jugend in diesem Kontext.
2020 führte Klimadelegation e. V. ein ca. zweimonatiges, virtuelles Austauschprojekt mit jungen Klimaexperten aus Lateinamerika und der Karibik durch. Das vom BMU geförderten Projekt Building Bridges for Climate Action (BB4CA) hatte zum Ziel, die Perspektiven lateinamerikanischer und karibischer Jugendlicher und damit insbesondere von jungen BIPoC (Black, Indigenous and People of Color) Erwachsenen in die deutsche und europäische Klimapolitik und Zivilgesellschaft zu tragen, um Bewusstsein und ein gemeinsames Verständnis für globalen Klimaschutz zu schaffen.

### Nationale und europäische Klimapolitik
Klimadelegation e. V war in Kooperation mit den Jugenddelegierte für Nachhaltige Entwicklung zu den Vereinten Nationen, BUNDjugend, Fridays for Future Germany, NAJU und LCOY Deutschland eine der Hauptinitiatoren der deutschen AllInForClimateAction-Kampagne. Im Rahmen dessen wurde ein Forderungskatalog erstellt und in verschiedenen Gesprächen Regierungsvertreter vorgestellt und mit ihnen diskutiert. Beispielsweise wurden Gespräche mit dem Kanzleramt (Helge Braun, Kanzleramtschef), dem BMU (Rita Schwarzelühr-Sutter, Staatssekretärin), dem BMF (Werner Gatzer, Staatssekretär) und Ralph Brinkhaus als Vertreter für die Union geführt. Die gleichnamige Petition wurde in Deutschland von 70.000 Menschen unterstützt – weltweit gab es 89 Petitionen mit über 1,5 Millionen Unterschriften.
Im Jahr 2018 setzte sich Klimadelegation e. V. mit einem offenen Brief an Bundeswirtschaftsminister Altmaier dafür ein, bei der Besetzung der Kohlekommission auch einen Vertreter der jungen Generationen einzuladen.
Klimadelegation e. V. ist Mitglied der Klima-Allianz Deutschland und der Jugendbank im Aktionsbündnis Klimaschutz des BMU.

### Klimabildung
Klimadelegation e. V. arbeitet auch im Bereich der Klimabildung. Diese findet beispielsweise in Form von Vorträgen an Schulen und Universitäten oder Jugendkonferenzen und auf Social Media statt. So vertraten Mitglieder von Klimadelegation e. V. den Verein als Referenten unter anderem bei der YouCON 2020 (organisiert von YoupaN), beim Fridays-for-Future-Kongress in Dortmund und dem Youth Climate Summit in Heidelberg. Der Verein bietet das Projekt „Klimaklassenzimmer“ an, bei dem Mitglieder von Klimadelegation e. V. Vorträge in Schulen halten sowie Planspiele mit Schulklassen durchführen. Als Vorbereitung auf die Weltklimakonferenz 2019 führte Klimadelegation e. V. ein Online-Workshop durch, an dem 30 Vertreter verschiedener Jugendorganisation zur Einführung und strategischen Vorbereitung teilnahmen.

## Medienbeiträge
- ZVEI Jahreskongress 2020 digital: https://www.youtube.com/watch?v=vqShJa0RmHk#t=44m36s
- ARD Team Raimund – Dein Tagesupdate: https://www.ardaudiothek.de/team-raimund-dein-tagesupdate/ich-w-22-war-bei-der-weltklimakonferenz/70015390
- 3sat nano: https://www.facebook.com/3satnano/videos/348208132632360/
- BDI Future Forward Talk: https://www.youtube.com/watch?v=qXfSPIefexc